# Jardin botanique national de Viña del Mar
Le Jardin Botanique National est un jardin botanique de 395 ha, situé à Vigna del Mar, au Chili. Il est constitué des collines de matorral et d'une forêt sclérophylle. Au sein de cet espace, il y a 32 ha correspondant à l'ancien parc Le Salitre, bâti par Pascual Baburizza. Il est actuellement fermé au public à la suite des incendies forestiers subits en 2024, qui ont affecté environ 99% du jardin.
Il est membre du BGCI et présente des travaux pour l'Agenda Internationale pour la Conservation des Jardins Botaniques. Son code de reconnaissance internationale comme institution botanique, ainsi que les sigles de son herbier, est VINAD.

## Histoire
En 1918, le chef d'entreprise Pascual Baburizza acquiert le domaine agricole El Olivar, où il décide la création d'un jardin dessiné par Georges Dubois. En 1931, il cède la finca à la Compañia de Salitres de Chile (compagnie de salpêtre (ou nitrate) du Chili), établissement qui a été remplacé vers 1935 par une autre compagnie (la Corporatión de Ventas de Salitre y Yodo de Chile), qui a maintenu son usage d'espace ouvert au public tout en réalisant des expérimentations de fertilisants sur les plantes ; c'est en partie pour cette raison que le jardin pris le nom de Parque El Salitre,.
En 1951, l'institution corporative transfère le domaine à l'État du Chili, qui le désigne désormais sous le nom de Jardin Botanique National, et le converti en un champ d'expérimentation agricole sous l'administration du Conseil de Promotion et Recherche Agricole, organisme ancêtre de l'Institut de Développement Agropastoral. Cette dernière institution transféra le soin du jardin à la Corporation Nationale Forestière du Chili,.
Dans l'objectif de lui donner une plus grande autonomie, d'améliorer l'opérabilité et d'élargir les formes de financement, en détachant l'administration des institutions du ministère de l'Agriculture, la Fondation du Jardin botanique national gère le site depuis 1992.
À la suite des incendies forestiers qui affectent diverses régions du Chili à partir du 2 février 2024, le jardin est détruit sur 90% de sa superficie, et les secteurs A, B et C ont été affectés par le feu. Ces incendies ont causé la mort de 4 personnes au sein du jardin. Il s'agit d'une employée du domaine chargée de la zone d'horticulture et 3 membres de sa famille qui se trouvaient dans leur foyer à l'intérieur du jardin.

## Collections botaniques
En tout, le JBN cultivait 779 espèces de plantes chiliennes natives, dont plusieurs ayant un statut de conservation menacé.
Presque la totalité de ces espèces de plantes ont brûlé pendant le grand incendie de 2024, de même que beaucoup de faune sylvestre.
Parmi ses collections on trouvait:
- Cactarium, Avec des cactus chiliens et d'Amérique centrale, 680 spécimens de 90 taxons, par exemple: Copiapoa ssp., Browningia candelaris, Haageocereus fascicularis et Corryocactus brevistylus.
- Collection de plantes de l'archipel Juan Fernández avec 710 spécimens de 53 taxons endémiques.
- Collection de plantes du bois sclérophylles de la zone centrale, 143 espèces de 49 taxons.
- Parc de plantes exotiques constitué de 2317 plantes de 285 taxons exotiques originaires d'Europe et d'Asie.
- Collection de plantes médicinales.
- Collection de Sophora toromiro, espèce extincte de son habitat naturel, l'île de Pâques, seuls survivent quelques individus dans des jardins botaniques et quelques résidences particulières. Le Jardin Botanique possédait 149 individus de deux générations de toromiro et trois autres espèces de l'île de Pâques.
- Geofitarium, collection de 5140 individus de 59 espèces de plantes géophytes (qui possèdent des bulbes ou rhizomes comme organes de réserve de nutriments et de régénération).
- Collection de Myrtaceae du centre et sud du Chili, plus de 17 taxons (non ouverte au public).
- Collection de plantes du sud du Chili, appelé aussi «Jardin Secret», 306 individus de 86 espèces. (non ouverte au public).
- Collection de Tarasa umbellata (Malvaceae), plus de 80 individus de cette espèce endémique en danger critique d'extinction.

## Activités et services
- Travaux sur la nutrition des plantes.
- Travaux d'exploration.
- Programme d'éducation environnementale permettant de donner des cours à l'air libre à des enfants d'enseignement primaire entre les mois de mars et décembre.
- Visites guidées à des groupes spécialisés.
- Installations de pique-nique gratuites.
- Sentier d'interprétation environnementale, chemins, prés, estuaire naturel, petites cascades, pont japonais.
- Lagune artificielle avec une ancienne tonnelle pour déverser l'eau à l'aide de pales intérieures, qui formait l'habitat de 50 espèces d'oiseaux, certaines d'entre elles difficiles à observer dans la nature.
- Services pour des événements comme des mariages, concerts musicaux à l'air libre, anniversaire, échantillons à public, etc.
- Depuis fin 2004, le JBN s'associait avec l'entreprise «SURAMERICA» pour développer un projet de sport aventure pour visiter la canopée, qui contemplait un circuit de ponts d'étaiement, ponts suspendus, tibétains et deux tyroliennes (câble de transport) entre des troncs d'arbres de grande hauteur.